# Rory McCann

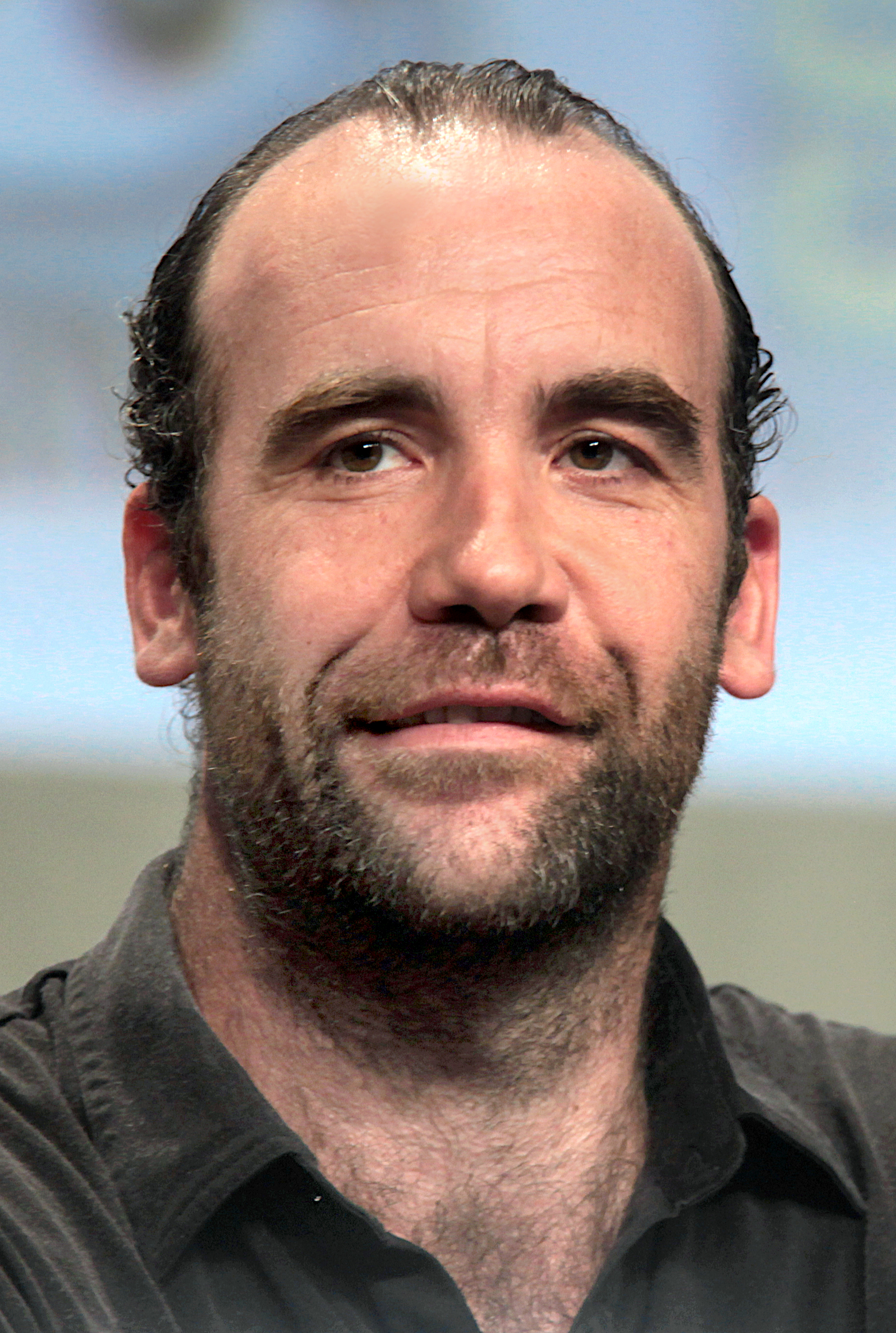
Rory McCann auf der San Diego Comic-Con (2014)

Rory McCann (* 24. April 1969 in Glasgow, Schottland) ist ein britischer Schauspieler. International bekannt wurde er durch die Verkörperung des  „Sandor ‘Bluthund’ Clegane“  in der Fernsehserie Game of Thrones.

## Leben
Rory McCanns Laufbahn als Schauspieler begann mit dem Film Ratcatcher, der 1999 in den Kinos erschien. Es folgten weitere Rollen in zahlreichen Fernsehserien und Fernsehfilmen, bis er 2004 eine Rolle für den Film Alexander erhielt. Im folgenden Jahr war er in Beowulf & Grendel zu sehen. Weitere international bekannte Filme mit seiner Mitwirkung waren Hot Fuzz – Zwei abgewichste Profis (2007) sowie Kampf der Titanen (2010).
Von 2011 bis 2014 war er in den ersten vier Staffeln als Sandor „Bluthund“ Clegane in der HBO-Serie Game of Thrones zu sehen. 2016 kehrte er in dieselbe Rolle zurück und spielte sie bis 2019 in der finalen achten Staffel. Im Abenteuer-Film Jumanji: The Next Level übernahm er die Rolle des Antagonisten Jurgen the Brutal.

## Filmografie (Auswahl)
- 1999: Ratcatcher
- 1999: Coming Soon (Fernsehfilm)
- 2000: Pasty Faces
- 2000: Randall & Hopkirk – Detektei mit Geist (Randall & Hopkirk (Deceased), Fernsehserie, Folge 1x02)
- 2000: Monarch of the Glen (Fernsehserie, Folge 6)
- 2002: London’s Burning (Fernsehserie, Folge 14x07)
- 2002–2003: The Book Group (Fernsehserie, zwölf Folgen)
- 2003: The Devil’s Tattoo
- 2003: Young Adam
- 2003: Mord auf Seite eins (State of Play, Miniserie, Folge 1)
- 2003: Peter in Paradise (Fernsehfilm)
- 2003: Rockface (Fernsehserie, sechs Folgen)
- 2004: Alexander
- 2005: Days of Darkness (Kurzfilm)
- 2005: Beowulf & Grendel
- 2006: Shameless (Fernsehserie zwei Folgen)
- 2006: Sixty Six
- 2007: Hot Fuzz – Zwei abgewichste Profis (Hot Fuzz)
- 2008: The Crew
- 2009: Solomon Kane
- 2010: Kampf der Titanen (Clash of the Titans)
- 2011: Der letzte Tempelritter (Season of the Witch)
- 2011–2019: Game of Thrones (Fernsehserie, 38 Folgen)
- 2015: Slow West
- 2017: xXx: Die Rückkehr des Xander Cage (xXx: Return of Xander Cage)
- 2019: Jumanji: The Next Level
- 2021: Die Bande von der Baker Street (The Irregulars, Fernsehserie, zwei Folgen)
- 2024: The Damned
- 2024: Gladiator II
- 2024: Knuckles
- 2025: Tornado

## Auszeichnungen
- 2002: BAFTA Scotland Award als Beste Fernsehdarstellung in The Book Group
- 2012: Nominierung für den Screen Actors Guild Award als Bestes Schauspielensemble in einer Dramaserie in Game of Thrones
- 2014: Nominierung für den Screen Actors Guild Award als Bestes Schauspielensemble in einer Dramaserie in Game of Thrones
- 2015: Nominierung für den Screen Actors Guild Award als Bestes Schauspielensemble in einer Dramaserie in Game of Thrones